# Пател, Рикен
Ри́кен Па́тел (англ. Ricken Patel, род. 8 января 1977) — основатель и действующий исполнительный директор Авааз — одной из крупнейших международных общественных организаций, опирающейся на самую широкую сеть онлайн-активистов в мире: подписчиками Авааз являются 40 миллионов человек.
Пател был признан американским онлайн-изданием Huffington Post «человеком, влияющим на принятие глобальных решений», а также попал в список 100 крупнейших мировых мыслителей, составленный американским журналом Foreign Policy в 2012 году. Всемирный экономический форум включил Патела в список молодых глобальных лидеров, а журнал People счел его одним из самых завидных женихов планеты.

## Биография
Пател родился в канадском городе Эдмонтон, его отец — кениец индийского происхождения, а мать — англичанка с еврейскими корнями. Согласно информации, размещенной в Times of London, Пател уже в возрасте трех лет знал о холодной войне и разбирался в строении клетки. В детстве Пател учился в школе, расположенной в резервации американских индейцев, где столкнулся с огромным социальным неравенством и общественными конфликтами. В интервью газете Times он сказал: «Я всегда был солидарен с людьми, которые сталкиваются с несправедливостью. Моя мама очень сильно меня любила, и я считаю необходимым поделиться частью этой любви с другими».
Пател занимался изучением политики, философии и экономики в Оксфордском университете, где в 1998 году участвовал в организации акции протеста против введения платы за обучение. Пател был лучшим студентом на своем курсе и играл ведущую роль в студенческом самоуправлении и студенческих инициативах. Он получил диплом магистра в области государственного управления в Гарвардском институте государственного управления им. Джона Ф. Кеннеди, где, продолжая заниматься начатой в Оксфорде активистской деятельностью, принял участие в получившей широкую огласку кампании за повышение зарплаты школьным работникам до уровня прожиточного минимума.

## Общественная деятельность
После окончания Гарварда Пател жил в Сьерра-Леоне, Либерии, Судане и Афганистане. Он работал в качестве консультанта в таких организациях, как Международная антикризисная группа, ООН, Фонд Рокфеллера, Фонд Билла и Мелинды Гейтс, Гарвардский университет, Международное гуманитарное агентство CARE и Международный центр по вопросам правосудия переходного периода. Сотрудничая с этими организациями, Пател «научился тому, как можно посадить повстанческие силы за стол переговоров, тайно проводить наблюдение за выборами, восстановить веру народа в подорванную коррупцией политическую систему и выявлять случаи манипулирования деятельностью иностранных войск». В ходе этой деятельности Пател осуществлял взаимодействие с различными силами, в том числе Объединенным революционным фронтом Сьерра-Леоне, либерийским оппозиционным движением Лурд, суданским освободительным движением, движением за справедливость и равенство в Дарфуре, а также с рядом полевых командиров, включая брата президента Афганистана Хамида Карзая.
Перед созданием Авааз в 2007 году Пател стал основателем и исполнительным директором организации Res Publica — глобального сообщества специалистов в области государственного управления, внесшего вклад в борьбу с геноцидом в Дарфуре и разработку прогрессивного направления глобальной политики США. Целью организации Res Publica стало «продвижение ответственного государственного управления, гражданских ценностей и совещательной демократии». После переезда в США Пател работал в качестве онлайн-сотрудника в MoveOn.org, где приобрел навыки использования онлайн-инструментов в активистской деятельности.
В 2007 году Пател основал онлайн-сообщество Авааз, целью которого считается реализация следующего принципа: «преодолеть разрыв между миром, в котором мы живем, и миром, в котором хотело бы жить большинство людей». Авааз организует онлайн и офлайн кампании по вопросам изменения климата, прав человека, защиты животных, коррупции, бедности и конфликтов. За десять лет сообщество выросло до 45 миллионов членов, которые живут во всех странах мира.